# Park Michalov
Park Michalov je nejvýznamnějším městským parkem v Přerově. Nachází se mezi řekou Bečvou a lesem Žebračkou v městské části Přerov I-Město, přibližně půl kilometru na severovýchod od historického centra města. Jeho rozloha činí přibližně 20,5 hektarů. Od roku 1992 je park památkově chráněn.

## Historie
V místech dnešního parku se až do druhé poloviny 19. století rozkládal lužní les, který byl již od 17. století patrně podle jména svého tehdejšího majitele označován jako Michalov. Les se ve druhé polovině 19. století stal oblíbeným výletním cílem obyvatel Přerova, přičemž město odkoupilo budoucí areál parku v roce 1870. Když pak o devět let později vznikl ve městě Spolek pro vysazování a okrašlování města Přerova, začal zde tento spolek vysazovat okrasné keře a stromy. Následovaly podněty k založení městského parku vycházející především ze zmíněného okrašlovacího spolku. Park Michalov byl díky iniciativě okrašlovacího spolku a jeho předsedy Leopolda Riedla založen podle plánů zahradního architekta Františka Thomayera. Hlavní práce byly dokončeny v roce 1905, avšak sadové úpravy pokračovaly i v dalších desetiletích.
Michalov začal kvůli zanedbané údržbě v 70. a 80. letech 20. století chátrat. Aby byla zastavena jeho další devastace, byl v roce 1992 prohlášen kulturní památkou. Další zkázu Michalovu však přinesl rok 1997, kdy musel park podobně jako zbytek města čelit mohutným červencovým povodním, v jejichž důsledku muselo být přibližně 200 stromů vykáceno. Následně prošel park Michalov rozsáhlou rekonstrukcí dokončenou v roce 2004.

## Galerie

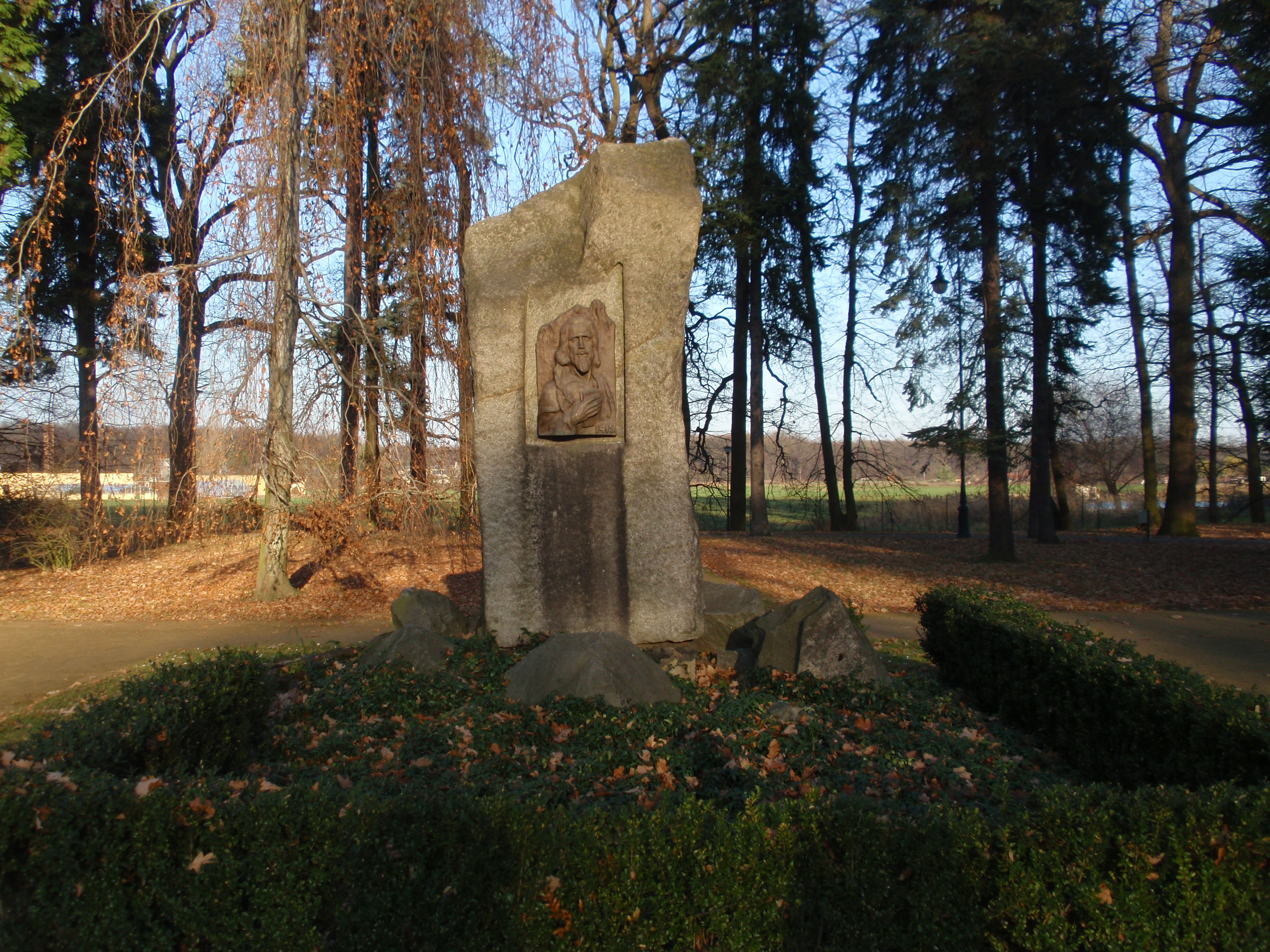
Husův pomník
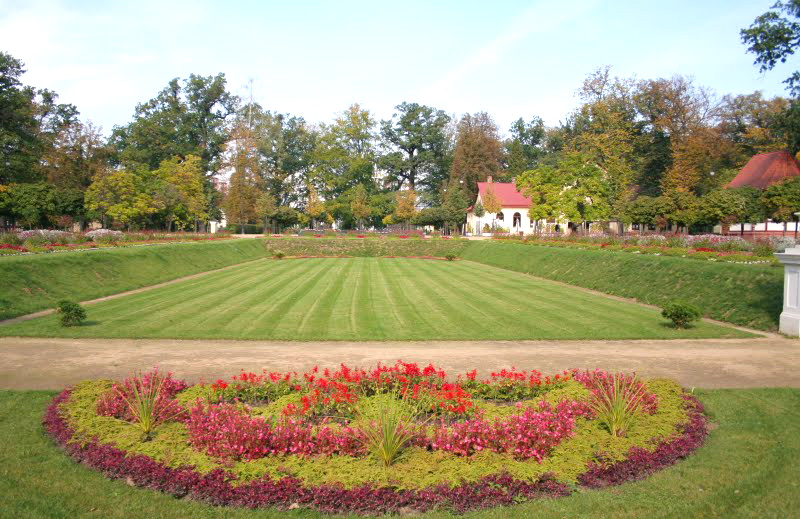
Park v roce 2008
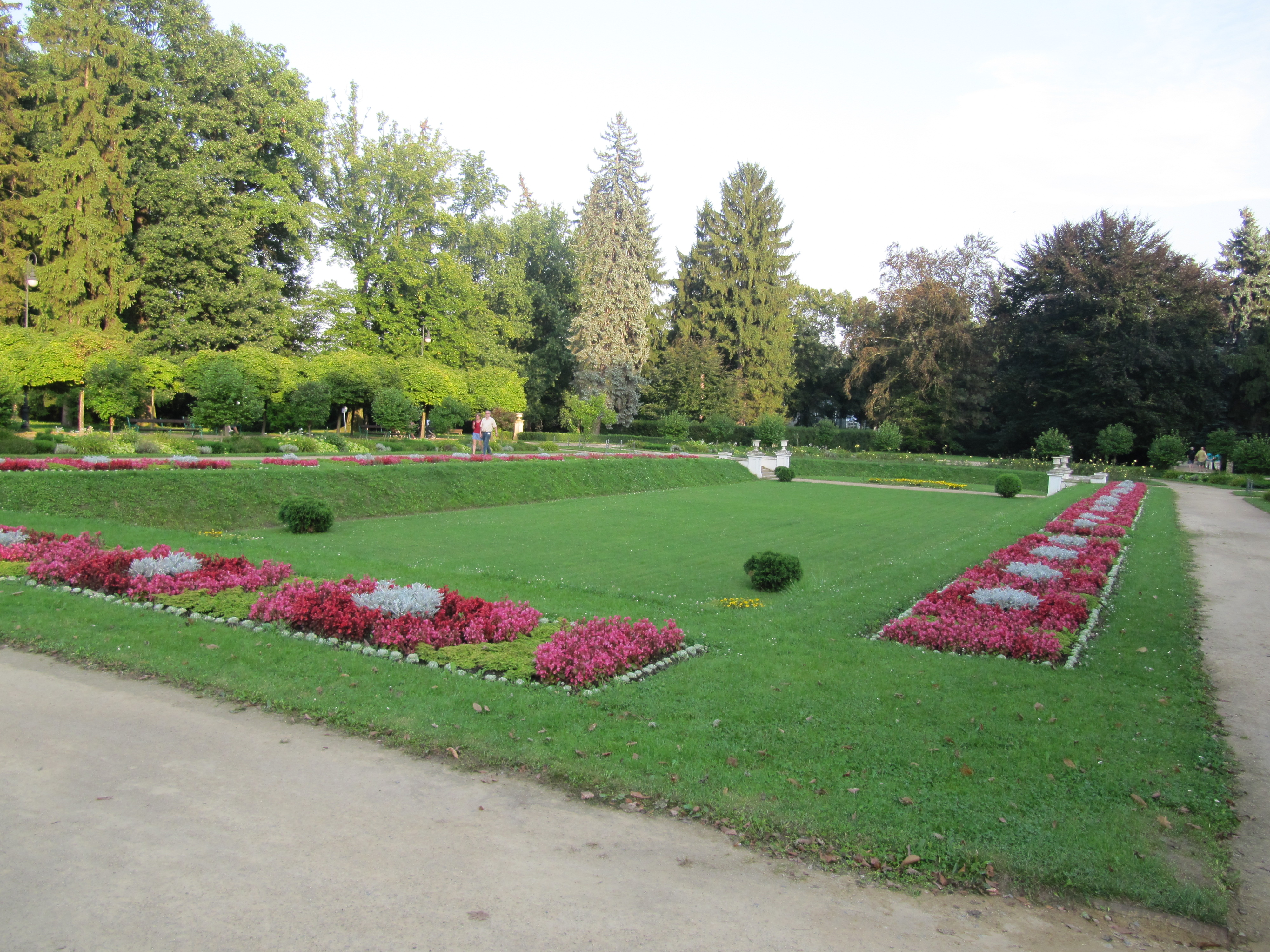
Park v roce 2011
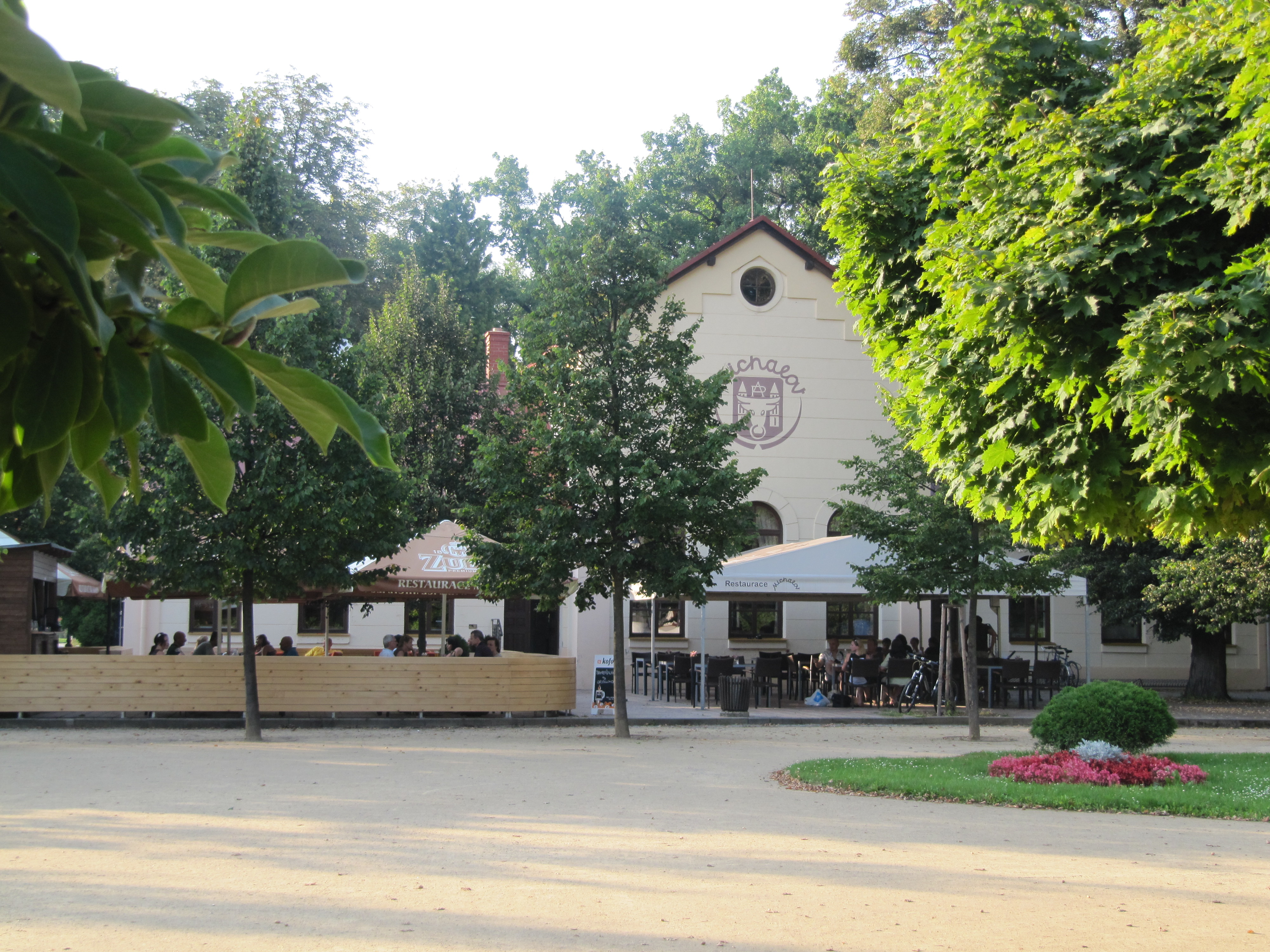
Restaurace v parku